# Calycopis bactra
Calycopis bactra är en fjärilsart som beskrevs av William Chapman Hewitson 1877. Calycopis bactra ingår i släktet Calycopis och familjen juvelvingar. Inga underarter finns listade i Catalogue of Life.

## Bildgalleri

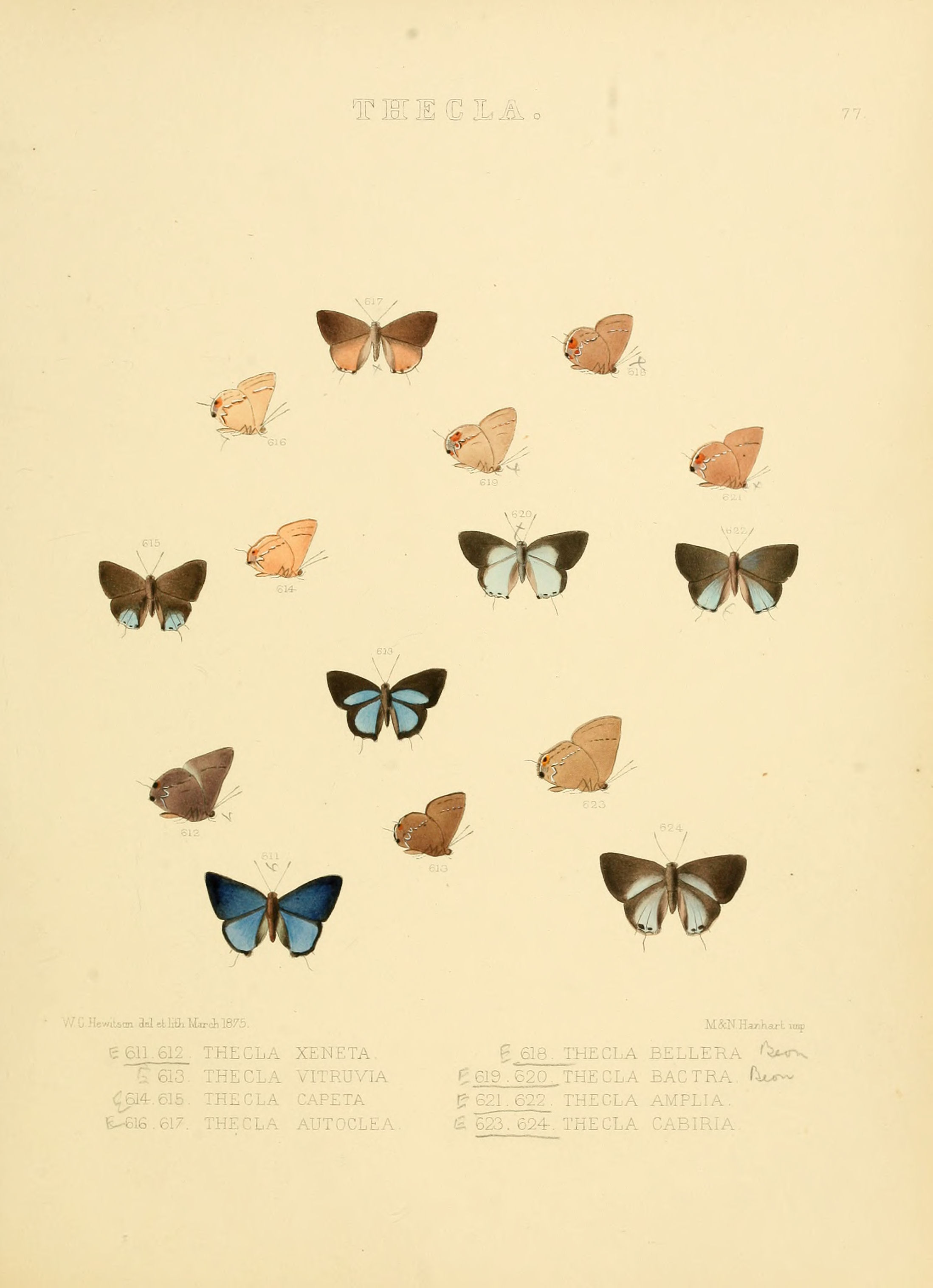